# Andrew Mellon (Leichtathlet)
Andrew Mellon (* 3. November 1995) ist ein irischer Sprinter, der sich auf den 400-Meter-Lauf spezialisiert hat.

## Sportliche Laufbahn
Erste internationale Erfahrungen sammelte Andrew Mellon im Jahr 2017, als er bei den U23-Europameisterschaften in Bydgoszcz über 400 Meter bis in das Halbfinale gelangte und dort mit 47,32 s ausschied. Zudem belegte er mit der irischen 4-mal-400-Meter-Staffel in 3:08,64 min den siebten Platz. 2019 erreichte er bei den Europaspielen in Minsk nach 3:24,14 min Rang 18 in der Mixed-Staffel. Bei den World Athletics Relays 2021 im polnischen Chorzów belegte er in 3:20,26 min den siebten Platz in der Mixed-Staffel.
2018 wurde Mellon irischer Hallenmeister im 400-Meter-Lauf.

## Persönliche Bestzeiten
- 400 Meter: 46,80 s, 26. Juni 2016 in Dublin
  - 400 Meter (Halle): 47,32 s, 18. Februar 2018 in Abbotstown